# Penitenciária Coronel Odenir Guimarães
A Penitenciária Coronel Odenir Guimarães é uma unidade prisional brasileira localizada no município de Aparecida de Goiânia, no estado de Goiás.

## Historia
O Centro Penitenciário de Atividades Industriais do Estado de Goiás – CEPAIGO, foi uma autarquia criada no Governo Mauro Borges pela Lei n°. 4.191, de 22 de outubro de 1962. A Lei n°. 13.550, de 11 de novembro de 1999, extinguiu o Centro Penitenciário de Atividades Industriais do Estado de Goiás (CEPAIGO) e a Superintendência de Justiça e do Sistema Penitenciário que passou a ser chamada Superintendência de Justiça, ambos jurisdicionados à Secretaria de Segurança Publica e Justiça. A lei supracitada ainda criou a Agência Goiana do Sistema Prisional (AGESP) que posteriormente foi regulamentada pelos Decretos nº. 5.200, de 30 de março de 2.000, nº. 5.605, de 17 de junho de 2.002, e nº. 5.934, de 20 de abril de 2004. Em decorrência do Decreto nº. 5.200/00 o outrora Centro Penitenciário de Atividades Industriais do Estado de Goiás (CEPAIGO) passou a chamar-se Centro Penitenciário. Entretanto, com a entrada em vigor do Decreto nº. 5.551, de 14 de fevereiro de 2002, aquele estabelecimento penal passou a denominar-se “PENITENCIÁRIA CEL. ODENIR GUIMARÃES”.
Em abril de 2012, quando abrigava 1.576 presos, seu então diretor João Carvalho Coutinho Júnior disse que a unidade "foi construída em 1962 e, por isso, tem uma arquitetura arcaica e danificada, o que dificulta a aplicação dos mecanismos de segurança nos rigores possíveis em unidades de arquiteturas mais modernas".
A Penitenciária Coronel Odenir Guimarães – POG: custodia condenados no regime fechado do sexo masculino. Faz parte do Complexo Prisional de Aparecida de Goiânia a maior concentração de presos no Estado, dividida em cinco estabelecimentos:
- Penitenciária Cel. Odenir Guimarães – POG;
- Casa de Prisão Provisória – CPP;
- Colônia Industrial e Agrícola do Estado de Goiás;
- Penitenciária Feminina Consuelo Nasser;
- Núcleo de Custódia;
- Casa do Albergado.

## Rebelião
Em abril de 1996, no então Centro Penitenciário de Goiás (CEPAIGO), Leonardo Pareja comandou uma rebelião de sete dias, na cidade de Aparecida de Goiânia, quando ele e mais 43 detentos fugiram após fazer várias autoridades como refém, inclusive o presidente do Tribunal de Justiça de Goiás, Desembargador Homero Sabino.